# Zeitschrift für Astrophysik
Zeitschrift für Astrophysik (abgekürzt Z. Astrophys.) war eine deutsche   Wissenschaftszeitschrift. Sie erschien ab dem Jahr 1930 und behandelte Themen der Astrophysik und Astronomie. Herausgeber war unter anderem Walter Grotrian. Nachfolger ist die durch den Zusammenschluss mit mehreren europäischen Zeitschriften im Jahr 1969 entstandene Astronomy and Astrophysics.